# Tsolli (Vastseliina)
Tsolli – wieś w Estonii, w prowincji Võru, w gminie Vastseliina.